# Les Borges del Camp
Les Borges del Camp település Spanyolországban, Tarragona tartományban. Les Borges del Camp Alforja, Tarragona, Maspujols, Riudoms és Botarell községekkel határos. Lakosainak száma 2260 fő (2024).

## Népesség
A település népessége az elmúlt években az alábbi módon változott:
| Lakosok száma | 485  | 1229 | 1167 | 1220 | 1361 | 1769 | 2115 | 2077 | 2037 | 2260 |
|               | 1717 | 1887 | 1936 | 1960 | 1986 | 2004 | 2009 | 2014 | 2019 | 2024 |